# Въхма
Въхма (на естонски: Võhma) е град в централна Естония, прилежащ към област Вилянди.
Въхма е най-малкото населено място в областта със статут на град. Населеното място е създадено още през 16 век, но фактическото му развитие настъпва в периода 1928 – 1996, когато във Въхма функционира една от големите кланници в страната. След закриването ѝ нивото на безработица се увеличава в пъти, но градът успява да преодолее кризата предизвикана от липсата на работа. През 1993 село Въхва получава официално статут на град. Населението му е 1282 жители (по приблизителна оценка от януари 2018 г.).